# 西岡利晃
西岡 利晃（にしおか としあき、1976年7月25日 - ）は、日本の元プロボクサー。兵庫県加古川市出身。帝拳ボクシングジム所属。元WBC世界スーパーバンタム級王者。

## 人物
若手期待の星として将来を嘱望された存在であったが、十代から二十代半ばまでのバンタム級時代は4度の世界挑戦失敗にアキレス腱断裂など、才能がありながらも数々の苦難に見舞われた不運なボクサーとしてのイメージが強かった。しかし世界挑戦を諦めることなくスーパーバンタム級に転じてからも連勝を続けることで虎視眈々とチャンスを待ち続け、三十代に入ってからの5度目の世界挑戦において世界王座を獲得。その後はボクシングの本場であるとともに日本人選手にとってはアウェーとなるメキシコとアメリカのラスベガスで世界的に有名な強豪選手相手に防衛を成功させており、王座が空位となっていたリングマガジンのスーパーバンタム級世界ランキングでも1位にランクされるなど、日本ボクシング史上でも有数の世界的評価を得た選手である。
サウスポーのボクサーファイターで、愛称は「スピードキング」。得意の左ストレートをはじめとする左の強打は一撃で相手を沈めてしまう程の強打であり、その威力から「モンスターレフト」との異名を持つ。西岡の打撃の大半はこの正確な左ストレートによるものだが、左右のボディショットもかなりの割合を占め、ゴンサレス、バンゴヤン、ムンロー、ムニョスと対戦した4試合ではジャブを除く打撃の46.9%をボディに当てていた。
世界王座を獲得した試合以降、試合後にリング上で娘を抱きながらインタビューを受けるのが恒例となっていた。

## 来歴

### 幼少期
幼少の頃からプロボクサーを志し、小学5年生の時、地元のJM加古川ジムに入門。小学校の卒業文集には「将来の夢はボクシングの世界王者になること」と記した。中学3年生で初めてアマチュアの試合に出場し勝利した。だが、アマチュアのルールには馴染めず、当初からプロ志向であった。

### プロデビュー
加古川南高校3年時の1994年12月11日、地元のJM加古川ジムからのプロデビュー戦に初回KO勝ちを収めた。翌1995年2月4日、デビュー2戦目となった中村正彦（角海老宝石・後のOPBF東洋太平洋バンタム級王者）との対戦では、2回にスタンディングダウンをとられ、4回に右フックを受けて仰向けのままカウントアウトとなりKO負けを喫した。同年12月16日には西軍代表スーパーバンタム級新人王決定戦で北島桃太郎（福岡帝拳）に判定負けを喫したが、この判定は西岡にとって納得のいくものではなかった。その後はフィリピン人をはじめとした外国人選手を相手に（1分をはさみ）9連勝。スパーリングの時だけ強いという意味で「スパーリングチャンピオン」と呼ばれたこともあったが、1階級上の世界ランカー、フェルナンド・モンティラ（フィリピン）との引き分け試合では、怒りでモチベーションを上げて本能をかきたてても自分のボクシングができないと感じ、闘う意識を見つめ直すきっかけになった。その後も世界挑戦経験のあるジャック・シアハヤ（インドネシア）など強敵相手にキャリアを積み、評価を高めていった。

### 日本王座獲得
1998年12月29日、19戦目で日本王座初挑戦。渡辺純一（楠三好）と空位の日本バンタム級王座を争う。初回にいきなりダウンを奪われるも、2回にダウンを奪い返しKO勝ち。王座奪取に成功した。1999年4月24日の初防衛戦では強打を持ち味とする仲里繁（沖縄ワールドリング）と対戦し、8回TKO勝ち。これに勝利したことで東京進出の自信を深めた。その後、8月7日にはヨドシン・チュワタナ（タイ）とのノンタイトル戦を4回KO勝ち、同年12月19日には岡本泰治（トクホン真闘）を10回判定に降し2度目の防衛にも成功。この試合を以って、日本王座を返上した。
イタリアのボクシング専門誌『ボクセ・リング』2000年6月号は、「日本バンタム級最強・西岡」Nishioka il più forte peso gallo giapponese と題して2頁にわたる西岡の特集記事を掲載した。

### 世界王座挑戦
2000年6月25日、24戦目で世界初挑戦。辰吉丈一郎を2度にわたってKOしたWBC世界バンタム級王者ウィラポン・ナコンルアンプロモーション（タイ）に挑むが、12回判定負けで王座獲得に失敗。この試合の翌日、世界再挑戦をより現実のものとするため帝拳ジムへの移籍を表明。同年9月から正式に同ジム所属となった。11月に移籍初戦（ノンタイトル10回戦）を行い、判定勝ち。翌2001年3月にもノンタイトル10回戦を行い、初回KO勝ち。
2001年9月1日、ウィラポンに再挑戦。フルラウンドにわたる死闘の末、三者三様の引き分けで世界王座奪取ならず。しかし、この試合での健闘が評価され、試合後、WBCにおける自身のランキングが1位に上昇した。翌2002年3月にウィラポンとの3度目の対戦が組まれたものの、2001年暮れの練習中に左足にアキレス腱断裂を負い、挑戦は取り止めに。結果として、この後1年以上リングから遠ざかることとなった。
2003年10月4日、改めてウィラポンに3度目の挑戦。序盤からウィラポンペースで進み、西岡の決定打が出ないまま試合が終わった。判定は前回同様、三者三様の引き分けでまたしても王座獲得はならなかった。
翌2004年3月6日、ウィラポンに4度目の挑戦。3回にウィラポンのヒッティングによる流血をしてからは王者のペースで試合が進み、最終的に12回判定負けを喫した。この年アメリカに遠征し、1か月間マルコ・アントニオ・バレラのキャンプでスパーリングパートナーを務めたことで「吹っ切れた気がする」と帰国後の7月に語っている。その後、スーパーバンタム級に階級を上げ、2008年4月の試合まで8連勝（5KO）を収めた。

### 世界王座獲得
2008年9月15日、4年半ぶり5度目の世界挑戦。パシフィコ横浜で同級3位ナパーポン・ギャットティサックチョークチャイ（タイ）とWBC世界スーパーバンタム級暫定王座決定戦を争った。初回から西岡が優位に試合を進め、KOには至らなかったものの、3-0（119-107が1名、117-109が2名）の判定で圧勝。プロ39戦目にして悲願の世界王者に就いた。
5度目の挑戦で世界王座の奪取に成功したのは、花形進以来2人目。（東京）帝拳ジムからの日本人世界王者誕生は、1986年の浜田剛史以来22年ぶり3人目。
暫定王座獲得から3か月後の同年12月20日、正規王者イスラエル・バスケスが網膜剥離によって防衛戦を行うことが出来なくなったことから王座を返上。これにより、同日付で西岡が正規王者に昇格した（バスケスはこれまでの実績を考慮されWBC名誉王者に認定される）。

### 世界王座防衛

#### 初防衛戦
2009年1月3日、パシフィコ横浜にて初防衛戦。1階級下のWBC世界バンタム級王者（当時）長谷川穂積に挑戦経験を持つ同級7位ヘナロ・ガルシア（メキシコ）と対戦し、2度のダウンを奪った末の最終12回TKO勝ちを収めた。
日本人世界スーパーバンタム級（ジュニアフェザー級）王者はこれまで3人（ロイヤル小林、畑中清詞、佐藤修）いたが、いずれも初防衛戦で王座から陥落しており、西岡が日本人として初めてこの階級での王座防衛を果たした形となった。

#### 2度目の防衛戦
2009年5月23日、敵地に渡っての2度目の防衛戦。メキシコ・モンテレイのモンテレーアリーナで、同級2位で元WBO世界バンタム級王者でもあるジョニー・ゴンサレス（メキシコ）との指名試合で対戦。ゴンサレスはアメリカでもビッグマッチを戦うなど、世界的な知名度と人気は西岡を遥かに上回るスター選手。この試合はゴンサレスの母国開催ということもあって、メキシコ国内ではゴンサレスが勝つことは前提で、この日の前座で復帰戦を戦うラファエル・マルケスとの同国人スター対決を期待する声が大きく挙がっていた。また、当時のメキシコでは豚インフルエンザが大流行して多数の死者が出ている状況であり、試合の実現も危惧されたが、西岡はメキシコで戦う決断をした。
試合は初回2分過ぎ、挑戦者の右で尻もちをつくダウンを奪われたものの、王者にダメージは見られずすぐに立ち上がる。そして迎えた3回、1分を経過しようとしたところで王者の左ストレートが挑戦者の顎にクリーンヒットし仰向けにダウン。ゴンサレスは何とか立ち上がり試合続行の意思表示を示したものの、レフェリーが試合をストップ。西岡が劇的なTKO勝ちを収め王座防衛に成功。日本人世界王者としては1985年の渡辺二郎以来、24年ぶり2人目の海外での世界王座防衛を果たした。メキシコの放送局は母国のスター選手を一発のパンチで倒した西岡の左ストレートを「モンスターレフト」と呼んでその衝撃を表現した。
この試合の功績により、東日本ボクシング協会は6月15日の理事会で特別表彰を決定。その後、日本ボクシングコミッションからはコミッショナー特別功労賞の贈呈が決定した。同賞の表彰式は7月14日に後楽園ホールで、ジムの後輩・粟生隆寛のWBC世界フェザー級王座初防衛戦に先立って行われ、翌年4月30日の試合後にはこの記念品として宮田亮平の制作した特製トロフィーが贈られた。
2010年1月には2009年度の年間最高試合に選出された（海外での試合が年間最高試合に選出されたのは4度目）。
また、WBCもこの試合を高く評価し後に年間ベストKO賞を授与。2010年7月29日から3日間イギリス・カーディフで開催されたWBC主催の祭典「WBC王者たちの夜」(WBC NIGHT OF CHAMPIONS) の最終日に表彰式が行われ、最優秀選手賞のヘビー級王者ビタリ・クリチコ、ミドル級王者セルヒオ・マルチネスなど錚々たる王者らと共に表彰を受けた。

#### 3度目の防衛戦
2009年10月10日、東京都渋谷区の国立代々木第二体育館にて3度目の防衛戦。同級5位で元WBO世界スーパーフライ級王者のイバン・エルナンデス（メキシコ）と対戦し、3回王者の左ストレートが挑戦者の顎を捕えた。そして、この回終了後のインターバルで挑戦者が下顎骨骨折の疑いがあるとして棄権。これにより西岡のTKO勝ちとなり、3度目の防衛に成功した（挑戦者は試合後の検査の結果、やはり当該箇所が骨折していたことが判明）。

#### 4度目の防衛戦
2010年4月30日、東京都千代田区北の丸の日本武道館で4度目の防衛戦。15戦全勝（7KO）の同級10位バルウェグ・バンゴヤン（フィリピン）と対戦。
序盤こそ無敗の挑戦者相手に攻めあぐねたものの、5回、強烈な左ストレートがクリーンヒットし、挑戦者からダウンを奪う。辛くも立ち上がった挑戦者を今度は連打で追撃。1分14秒、レフェリーストップを呼び込み、TKO勝ちを収めた。世界王座の初防衛戦からの4連続KO防衛は日本人初の快挙となった。

#### 5度目の防衛戦
2010年10月24日、東京都墨田区の両国国技館で同級1位のレンドール・ムンロー（英国）と対戦。東京ミッドタウンのキャノピー・スクエアで行われた前日計量は一般公開され、日本では初めて生中継された。試合では西岡が序盤から的確にムンローにパンチを浴びせ、何度もロープへ追い詰めるなど相手を終始圧倒。左拳の負傷（出血）もありKOこそ逸したが、大差（ジャッジ3者とも119-109）の判定勝ちを収めて5度目の防衛に成功。現役世界王者のまま死去した帝拳ジムの先輩大場政夫と防衛回数で並んだ。
試合から2か月後の12月28日、2010年度ボクシング年間表彰で最優秀選手賞に選ばれた。34歳での同賞受賞は史上最年長記録となった。

#### 6度目の防衛戦
2011年4月8日、神戸・ワールド記念ホールで同級6位のマウリシオ・ムニョス（アルゼンチン）と対戦。この試合は長谷川穂積のWBC世界フェザー級王座初防衛戦ならびに粟生隆寛のWBC世界スーパーフェザー級王座初防衛戦と併せた「トリプル世界戦」興行の5試合目（セミファイナル）として行われ、西岡が序盤から試合を優位に進め、迎えた9Rの残り10秒のところでムニョスに左ストレートを当ててダウンを奪い、挑戦者はカウント8で立ち上がったもののファイティングポーズを取れず、KO勝利により6度目の防衛を果たした。

#### 7度目の防衛戦
2011年7月26日、同級2位にランクされるラファエル・マルケス（メキシコ）を相手に7度目の防衛戦を10月1日、ネバダ州ラスベガスMGMグランド内にあるマーキー・ボール・ルームにてメインイベントで行うことを発表した。マルケスは、IBF世界バンタム級とWBC世界スーパーバンタム級での2階級制覇を成し遂げていた。西岡は以前からマルケスとの対戦を希望しており、この試合の発表会見と自身のブログにて「マルケスは世界的に知られるすごく強いボクサー。これまでのキャリアの中で一番のビッグファイトだと思う」と語った。
そして迎えた10月1日の試合では、西岡は慎重な立ち上がりを見せ、第5ラウンドと第6ラウンドで左をクリーンヒットさせて優位に立った。第8ラウンドにバッティングで頭部を負傷するアクシデントがあったものの、12回3-0（117-111、116-112、115-113）の判定勝ちを収めた。これにより西岡は日本人ボクサーとして初となるアメリカ合衆国本土での防衛成功と、内藤大助（34歳8か月）を抜き最年長記録を更新する35歳2か月での王座防衛（7度目）を成し遂げた。2度の国外防衛達成は男子としては初であり、女子の富樫直美に次いで2人目である。試合後に帝拳ジム会長の本田明彦は、次の試合で西岡が現役を引退すると表明した。西岡自身は試合から一夜明けた10月2日、現地での記者会見で「現在は何も考えていない」と語り、去就に関する方向性を示さなかった。
2011年12月にはネバダ州ラスベガスで開催されたWBC年次総会に同じく現役世界王者の粟生隆寛、山中慎介とともに出席し、3度目の出席となった西岡はメキシコ政府公認の観光大使を委嘱された。また、2012年1月6日に決定された日本ボクシングコミッションによる2011年度年間表彰にて、西岡が2010年に続いて2年連続の最優秀選手となり、2011年10月1日のラファエル・マルケス戦が年間最高試合に選出された。また、年間表彰式に出席した際には「対戦候補の中で一番強いのは間違いなくノニト・ドネア。次やるなら彼しか見ていない」と語った。

### 名誉王者
2012年3月15日、日本人初となる名誉王者に認定。4月21日にWBC世界スーパーバンタム級王座決定戦が行われるため正規王座は空位となり、連続防衛記録も7で途切れることとなった。7月4日、メキシコシティにあるWBC本部で行われた名誉王座の授与式に出席し、ホセ・スライマン会長から名誉チャンピオンベルトが授与された。過去に対戦したWBC世界フェザー級王者ジョニー・ゴンサレスも出席し、2011年4月のトリプル世界戦以来の再会を果たした。

### ラストファイト
2012年8月15日、世界4階級制覇王者でIBF・WBO世界スーパーバンタム級統一王者ノニト・ドネア（フィリピン）との王座統一戦を、10月13日（日本時間14日）にアメリカ・カリフォルニア州カーソンの ホーム・デポ・センター・テニスコートで行われることが正式に発表された。
7度目の防衛戦後にドネアが西岡との対戦を希望したものの、実現までには至らず。7月にアメリカで行われたドネア vs ジェフリー・マセブラ戦を観戦し、試合後リングに上がり直談判するも、7月末にドネア vs ホルヘ・アルセ戦が内定。しかしアルセが取り止めたためドネアとの対戦が実現した。当初ドネアの持つIBF・WBO王座と、王座決定戦として行われるWBCダイヤモンド王座とリングマガジン認定王座の計4本のベルトがかけられることになっていたが、試合開始前にIBF王座は除外（ドネアがIBF王座返上の意思を示した為）された。
試合は10月13日20時00分（現地時間）にゴングとなり、序盤から終始ドネアにペースを握られて苦戦。序盤にはほとんど攻勢に出ることのできない西岡にブーイングが飛ぶほどだった。6回に左アッパーをボディに当てられてダウンを喫し、9回に西岡が捨て身の攻撃を仕掛けるところをドネアが左アッパーと右ストレートのコンビネーションで2度目のダウンを奪う。西岡は立ち上がり試合続行に応じるが、ドネアが追撃のパンチを当てるところで西岡陣営からの要請によりレフェリーストップ。ドネアにダメージを与えるどころか、ほとんど何もできないまま9回1分54秒TKO負けと惨敗に終わった。この試合で西岡は10万ドル(約780万円)、対戦相手のドネアは75万ドル(約5800万円)のファイトマネーを稼ぎ、米国ではHBOのボクシング中継番組『ボクシングアフターダーク』のメインイベントとして中継された。
試合後、本田明彦会長が西岡の引退を明言。その後、11月13日に西岡自身が会見を開き引退を表明した。

### 引退後
引退後はボクシング解説者に転じ、2012年12月31日に自身が世界王座奪取した試合及び初防衛戦を中継したテレビ東京が放送したトリプル世界戦で解説者デビューを果たした。2013年4月16日、フジテレビ「EXCITING TIME」にも解説者として出演し、以降も同局の「ダイヤモンドグローブスペシャル」で解説を務める。
また、2013年9月18日には兵庫県西宮市において「老若男女を問わず、フィットネス感覚で誰でも楽しめるボクシングジム」をコンセプトにした西岡利晃GYMをオープンした。

## ウィラポンとの4度の対戦
1. 初対決は2000年6月25日、西岡の地元・兵庫の高砂市総合体育館で行われた。ダウンこそなかったものの、消極的なボクシングを展開し、0-3（113-115、112-116が2者）の判定負け。
2. 2度目の対戦は2001年9月1日、横浜アリーナで。序盤、右ジャブからの左ボディブローでウィラポンを苦しめた。しかし、7回に強烈な右ストレートを浴び、左目の上をカット。しかしこのラウンドで西岡は強烈な左カウンターを決め、ウィラポンをダウン寸前にまで追い込む粘りを見せ、持ち堪えた。だが徐々にウィラポンが試合のペースを握っていき、さらに西岡はバッティングにより両目の上をカットしたことと（西岡自身、カットされるのは初であり、目に血が入って視界がぼやけた）、ウィラポンの執拗なボディブロー攻めに遭ったことで動きが鈍くなっていった。それでも最後まで堪え、試合は前回同様判定に。判定の結果、一人は115-113で西岡、別の一人は116-113でウィラポン、そして残る一人は114-114。三者三様の引き分けに終わった。
3. 3度目の対決は2003年10月4日、両国国技館で。当初、前年の3月に対戦予定であったが、西岡が練習中に左足アキレス腱を断裂したため、1年半以上遅れて挑戦する形となった。それでも、WBCランキング1位を維持し、指名挑戦者として対戦を迎えたが、前々回、前回同様、判定にもつれ込み1-1（114-113、115-115、112-116）の引き分けとなった。
4. 4度目の対決は2004年3月6日、さいたまスーパーアリーナで。3回、ウィラポンのヒッティングによる出血で動きが落ちたまま、試合はウィラポンのペースで展開。最終12回にはスタミナも切れ、0-3（110-116、109-117、109-118）の大差判定負けを喫した。

## 戦績
- アマチュアボクシング：12戦 10勝 2敗[11]
- プロボクシング：47戦 39勝 (24KO) 5敗 3分

| 戦           | 日付           | 勝敗 | 時間     | 内容    | 対戦相手                               | 国籍         | 備考                                                                                    |
| ------------ | -------------- | ---- | -------- | ------- | -------------------------------------- | ------------ | --------------------------------------------------------------------------------------- |
| 1            | 1994年12月11日 | ☆    | 1R 2:55  | KO      | 宍戸雄康（鍵本エディ）                 | 日本         | プロデビュー戦                                                                          |
| 2            | 1995年2月4日   | ★    | 4R 2:12  | KO      | 中村正彦（角海老宝石）                 | 日本         |                                                                                         |
| 3            | 1995年3月25日  | ☆    | 1R 2:41  | KO      | 中政重明（白鷺）                       | 日本         | 西日本スーパーバンタム級新人王トーナメント予選                                          |
| 4            | 1995年6月17日  | ☆    | 4R       | 判定3-0 | 木原信行（今福）                       | 日本         | 西日本スーパーバンタム級新人王トーナメント予選                                          |
| 5            | 1995年8月15日  | ☆    | 1R 1:31  | KO      | 内田浩康（千里馬神戸）                 | 日本         | 西日本スーパーバンタム級新人王トーナメント準決勝                                        |
| 6            | 1995年9月18日  | ☆    | 6R       | 判定3-0 | 大野功（進光）                         | 日本         | 西日本スーパーバンタム級新人王トーナメント決勝戦                                        |
| 7            | 1995年10月29日 | ☆    | 6R       | 判定3-0 | 頭本伸（岐阜ヨコゼキ）                 | 日本         | 中日本・西日本スーパーバンタム級新人王対抗戦                                            |
| 8            | 1995年12月16日 | ★    | 6R       | 判定0-2 | 北島桃太郎（福岡帝拳）                 | 日本         | 全日本ジスーパーバンタム級新人王西軍代表決定戦                                          |
| 9            | 1996年5月19日  | ☆    | 8R       | 判定3-0 | ホセ・レイ・ローホー                   | フィリピン   |                                                                                         |
| 10           | 1996年8月25日  | ☆    | 6R       | 判定3-0 | ドナルド・エスティラ                   | フィリピン   |                                                                                         |
| 11           | 1996年10月19日 | ☆    | 10R      | 判定3-0 | アーマド・ファンディ                   | インドネシア |                                                                                         |
| 12           | 1997年2月23日  | ☆    | 6R 2:40  | KO      | ファジー・アーメス                     | インドネシア |                                                                                         |
| 13           | 1997年4月14日  | ☆    | 2R 2:53  | KO      | ジョエル・フニオ                       | フィリピン   |                                                                                         |
| 14           | 1997年8月30日  | △    | 10R      | 判定1-1 | フェルナンド・モンティラ               | フィリピン   |                                                                                         |
| 15           | 1997年11月22日 | ☆    | 4R 3:01  | KO      | 金東洙                                 | 韓国         |                                                                                         |
| 16           | 1998年3月8日   | ☆    | 5R 2:58  | 失格    | フリオ・カルドナ                       | メキシコ     |                                                                                         |
| 17           | 1998年6月29日  | ☆    | 1R 0:43  | KO      | ジャック・シアハヤ                     | インドネシア |                                                                                         |
| 18           | 1998年9月23日  | ☆    | 2R 0:23  | KO      | ジョエル・アビラ                       | フィリピン   |                                                                                         |
| 19           | 1998年12月29日 | ☆    | 2R 1:55  | KO      | 渡辺純一（楠三好）                     | 日本         | 日本バンタム級王座決定戦                                                                |
| 20           | 1999年4月24日  | ☆    | 8R 1:21  | TKO     | 仲里繁（沖縄ワールドリング）           | 日本         | 日本防衛1                                                                               |
| 21           | 1999年8月7日   | ☆    | 4R 1:13  | TKO     | ヨドシン・チュワタナ                   | タイ         |                                                                                         |
| 22           | 1999年12月19日 | ☆    | 10R      | 判定3-0 | 岡本泰治（トクホン真闘）               | 日本         | 日本防衛2                                                                               |
| 23           | 2000年3月12日  | ☆    | 2R 2:51  | KO      | ロデル・リャニタ                       | フィリピン   |                                                                                         |
| 24           | 2000年6月25日  | ★    | 12R      | 判定0-3 | ウィラポン・ナコンルアンプロモーション | タイ         | WBC世界バンタム級タイトルマッチ                                                         |
| 25           | 2000年11月5日  | ☆    | 10R      | 判定3-0 | ヘラルド・マルチネス                   | メキシコ     |                                                                                         |
| 26           | 2001年3月11日  | ☆    | 1R       | KO      | サムエル・ベントゥーラ                 | メキシコ     |                                                                                         |
| 27           | 2001年9月1日   | △    | 12R      | 判定1-1 | ウィラポン・ナコンルアンプロモーション | タイ         | WBC世界バンタム級タイトルマッチ                                                         |
| 28           | 2001年12月7日  | ☆    | 1R 1:32  | KO      | エバンヘリオ・ペレス                   | パナマ       |                                                                                         |
| 29           | 2003年10月4日  | △    | 12R      | 判定1-1 | ウィラポン・ナコンルアンプロモーション | タイ         | WBC世界バンタム級タイトルマッチ                                                         |
| 30           | 2004年3月6日   | ★    | 12R      | 判定0-3 | ウィラポン・ナコンルアンプロモーション | タイ         | WBC世界バンタム級タイトルマッチ                                                         |
| 31           | 2004年10月30日 | ☆    | 10R      | 判定3-0 | 中島吉謙（角海老宝石）                 | 日本         |                                                                                         |
| 32           | 2005年4月29日  | ☆    | 2R 2:00  | TKO     | ムスタファ・アバハラウイ               | フランス     |                                                                                         |
| 33           | 2005年9月3日   | ☆    | 10R      | 判定3-0 | ペドリト・ローレンテ                   | フィリピン   |                                                                                         |
| 34           | 2006年2月4日   | ☆    | 10R      | 判定3-0 | ウーゴ・バルガス                       | メキシコ     |                                                                                         |
| 35           | 2006年11月16日 | ☆    | 4R 2:59  | KO      | ホセ・アロンソ                         | メキシコ     |                                                                                         |
| 36           | 2007年8月11日  | ☆    | 7R 0:23  | KO      | ハビエル・ソテロ                       | コロンビア   |                                                                                         |
| 37           | 2007年12月15日 | ☆    | 9R 0:48  | KO      | ペドリト・ローレンテ                   | フィリピン   |                                                                                         |
| 38           | 2008年4月19日  | ☆    | 3R 0:43  | KO      | ヘスス・ガルシア                       | メキシコ     |                                                                                         |
| 39           | 2008年9月15日  | ☆    | 12R      | 判定3-0 | ナパーポン・キャッティサクチョーチャイ | タイ         | WBC世界スーパーバンタム級暫定王座決定戦→正規王座に認定                                  |
| 40           | 2009年1月3日   | ☆    | 12R 0:57 | TKO     | ヘナロ・ガルシア                       | メキシコ     | WBC防衛1                                                                                |
| 41           | 2009年5月23日  | ☆    | 3R 1:20  | TKO     | ジョニー・ゴンサレス                   | メキシコ     | WBC防衛2                                                                                |
| 42           | 2009年10月10日 | ☆    | 3R終了   | TKO     | イバン・エルナンデス                   | メキシコ     | WBC防衛3                                                                                |
| 43           | 2010年4月30日  | ☆    | 5R 1:14  | TKO     | バルウェグ・バンゴヤン                 | フィリピン   | WBC防衛4                                                                                |
| 44           | 2010年10月24日 | ☆    | 12R      | 判定3-0 | レンドール・ムンロー                   | イギリス     | WBC防衛5                                                                                |
| 45           | 2011年4月8日   | ☆    | 9R 3:07  | KO      | マウリシオ・ムニョス                   | アルゼンチン | WBC防衛6                                                                                |
| 46           | 2011年10月1日  | ☆    | 12R      | 判定3-0 | ラファエル・マルケス                   | メキシコ     | WBC防衛7→名誉王座に認定                                                                 |
| 47           | 2012年10月13日 | ★    | 9R 1:54  | TKO     | ノニト・ドネア                         | フィリピン   | WBO世界スーパーバンタム級タイトルマッチ WBC世界スーパーバンタム級ダイヤモンド王座決定戦 |
| テンプレート |                |      |          |         |                                        |              |                                                                                         |

## 獲得タイトル
- 1995年西日本ジュニアフェザー級新人王[49]
- 日本バンタム級王座（防衛2=返上）
- WBC世界スーパーバンタム級暫定王座（防衛0=正規王座に認定）
- WBC世界スーパーバンタム級王座（防衛7=名誉王座に認定）

## 受賞歴
- プロ・アマチュア年間表彰
  - 1998年度プロ部門KO賞
  - 1999年度プロ部門技能賞
  - 2001年度プロ部門敢闘賞
  - 2008年度プロ部門努力賞
  - 2010年度プロ部門最優秀選手賞（最年長記録）
  - 2011年度プロ部門最優秀選手賞[36]
  - 2011年度プロ部門年間最高試合賞[36]
- WBC 2009年1月度月間最優秀選手 (Boxer of the Month)
- WBC 2009年6月度月間最優秀選手
- 東日本ボクシング協会 特別表彰（2009年）
- 日本ボクシングコミッション コミッショナー特別功労賞（2009年）
- 2009年度報知プロスポーツ大賞[50]
- WBC 2009年度年間ベストKO賞[18] (Knockout of the year)
- 2010年度報知プロスポーツ大賞[51]
- 日本ボクシングコミッション 特別表彰（2011年）[52]
- 日本プロボクシング協会 特別表彰（2011年）[53][54]
- 2011年度報知プロスポーツ大賞[51]
- 第18回日刊バトル大賞 最高試合賞（2011年）[55]
- 第45回日本プロスポーツ大賞 功労賞（2012年）[56]

## 書籍
- すべては夢の過程だから。一歩を踏み出すために必要な36のこと （2012年10月 ベストセラーズ） ISBN 9784584133965